# 名医死す〜感染症と闘った藤野昌言物語〜
『名医死す〜感染症と闘った藤野昌言物語〜』（めいいしす かんせんしょうとたたかったふじのしょうげんものがたり）は、2021年の日本映画。松村克弥監督。
広島県府中市と備後ふちゅうフィルムコミッションの企画・製作によるドラマ作品で、現在の府中市にあたる備後国芦田郡府中市村出身の明治時代の医師・藤野昌言がコレラの治療に奔走した生き様を再現ドラマで紹介する。

## 概要
府中市出身者が主要キャストのモデルとなった映画『ある町の高い煙突』を撮った松村克弥が本作の監督に起用された。
撮影は11月中旬から始まり、12月23日に撮影が終了。撮影は府中市内のみならず、茨城県行方市（大塲家住宅）や千葉県栄町（房総のむら）などでも行われた。
制作時には世界規模で新型コロナウイルス感染症の感染拡大が続いている中であり、同様に江戸・明治時代に大流行した感染症であるコレラと闘った藤野昌言にスポットを当てた。府中市観光課課長の浅野昌樹は「昌言を通じてコロナ禍の医療従事者への感謝の気持ちが深まれば。収束後、府中を訪ねるきっかけにしてほしい」と語る。作品の最後は新型コロナウイルス感染症と闘う医療従事者をはじめとする関係者への感謝の言葉で締められている。
作品は、案内人の林家三平が現代の福山市駅家町服部永谷地区の山中にある、かつてのコレラの死者を供養した“コレラ地蔵”を見付けるところから始まり、現代パートでは歴史の紹介の他、現地の住人や、昌言の子孫、現地の医師らへのインタビューなどが行われている。
再現ドラマパートでは昌言を濱津隆之が演ずる。過去に濱津が主演を務めた映画『カメラを止めるな!』で共演した市原洋が兄弟役を演じ、また、同作のヘアメイクスタッフも今作に参加している。

## 出演者
- 林家三平 - 案内人

### 再現ドラマキャスト
- 藤野昌言守誠: 濱津隆之
- 内海卓爾: 市原洋 - 昌言の弟
- 浅: 高橋真悠 - 昌言の妻
- 軍人: 城之内正明
- 軍人の母: 執行佐智子
- 蒲池の妻: 長谷部香苗
- 徳三: 川口啓史
- 村の少女: 響悠里伽、響梓翠
- 祈祷師: 岡本プク
- 又八: 石山雄大
- その他のキャスト: 関時男、長縄龍郎、工藤亜耶、カンタロー、山田真央、千葉輝、川上海人、チャーリー計、加藤亮佑、戸田鮎佳、大上こうじ、めだちけん一、関遊六、根本寛一

## スタッフ
| - 監督：松村克弥 - 脚本：田中貴大 - プロデューサー：城之内景子、亀和夫 - 撮影: はやしまこと(J.S.C) - 照明: 浜本修次、小島光夫 - 美術: 竹内公一 - 装飾: 相田敏春 - 録音: 丸池嘉人 - 編集: 川島章正 - 音楽・監修: 小野川浩幸 | - 助監督: 高明、福島隆弘 - キャスティング: 小森清一 - ヘアメイク: 平林純子 - 衣装: 東京衣装、あろゑプロジェクト - 着付け: 鈴木典子、さき - 医療指導: 野本裕子 - 制作: Kムーブ - 制作協力: サクラプロジェクト、Yプロダクション - 企画・製作: 広島県府中市、備後ふちゅうフィルムコミッション |

## 公開
2021年9月29日25時58分（30日1時58分）よりRCCテレビ1でテレビ放送された。RCCの自社制作番組の見逃し動画配信サービス「RCC PLAY!」でも9月30日から1年間視聴可能。
本来は、同年9月25日に府中市文化センターにて行われる予定だった試写会にて一般向けの初公開となるはずだったが、広島県内の緊急事態宣言発出の影響で、10月23日開催の上映会に延期されたため、上記のテレビ放送が初公開となった。
同年10月20日より、府中市観光協会にてDVDも販売される。DVDには観光プロモーション動画『魅力あふれる町 びんご府中』も同時収録されている。